# McOndo
McOndo - termin stworzony przez chilijskiego pisarza Alberto Fugueta i określający nową prozę iberoamerykańską.
Nazwa nurtu jest grą słowną, zbitką słów: nazwy sieci barów McDonald’s, luksusowych hoteli (Condo hotels) oraz fikcyjnej wioski Macondo stworzonej przez kolumbijskiego pisarza Gabriela Márqueza. McOndo po raz pierwszy zaistniało w 1996 jako tytuł zbioru opowiadań napisanych przez grupę dwudziesto-trzydziestolatków. Pisarze należący do nurtu postulują zerwanie z realizmem magicznym i opisywanie rzeczywistości bez jej przekształcania. Posługują się w tym celu brutalnym językiem, tłem swych utworów najczęściej czynią miasto, zdarza się im wykorzystywać schematy kultury masowej.
Do nurtu McOndo zalicza się m.in. Alberta Fugueta, Edmunda Paza Soldana, Jorge Franco, Jaime Bayly'ego i Rodriga Fresana.
W Polsce książki autorów kojarzonych z generacją McOndo publikuje wydawnictwo muchaniesiada.com.